# Левый Мёгтыгъёган
Левый Мёгтыгъёган (устар. Левый Мег-Тыг-Еган) — река в России, протекает по Нижневартовскому району Ханты-Мансийского АО. Устье реки находится в 16 км по левому берегу реки Правый Мёгтыгъёган. Длина реки составляет 31 км.
В 7 км от устья, по левому берегу реки впадает река Телег-Еган

## Данные водного реестра
По данным государственного водного реестра России относится к Верхнеобскому бассейновому округу, водохозяйственный участок реки — Вах, речной подбассейн реки — бассейн притоков (Верхней) Оби от Васюгана до Ваха. Речной бассейн реки — (Верхняя) Обь до впадения Иртыша.
Код объекта в государственном водном реестре — 13011000112115200038576.